# جاك بريت
جاك بريت (بالإنجليزية: Jack Brett)‏ كان متسابق دراجات نارية بريطاني. نافس في سباقات بطولة العالم لفئة 500 سي سي ولفئة 350 سي سي ولفئة 50 سي سي. كما شارك في كأس جزيرة مان السياحية.